# Onobrychis nemecii
Onobrychis nemecii är en ärtväxtart som beskrevs av Sirj. Onobrychis nemecii ingår i släktet esparsetter, och familjen ärtväxter. Inga underarter finns listade i Catalogue of Life.